# 哈德遜湖 (印第安納州)
哈德遜湖（英語：Hudson Lake）是位於美國印地安納州拉波特縣的一個人口普查指定地區。

## 人口
根據2010年美國人口普查的數據，哈德遜湖的面積為6.95平方千米，當中陸地面積為4.98平方千米，而水域面積為1.97平方千米。當地共有人口1297人，而人口密度為每平方千米186.62人。